# 河瀬駅

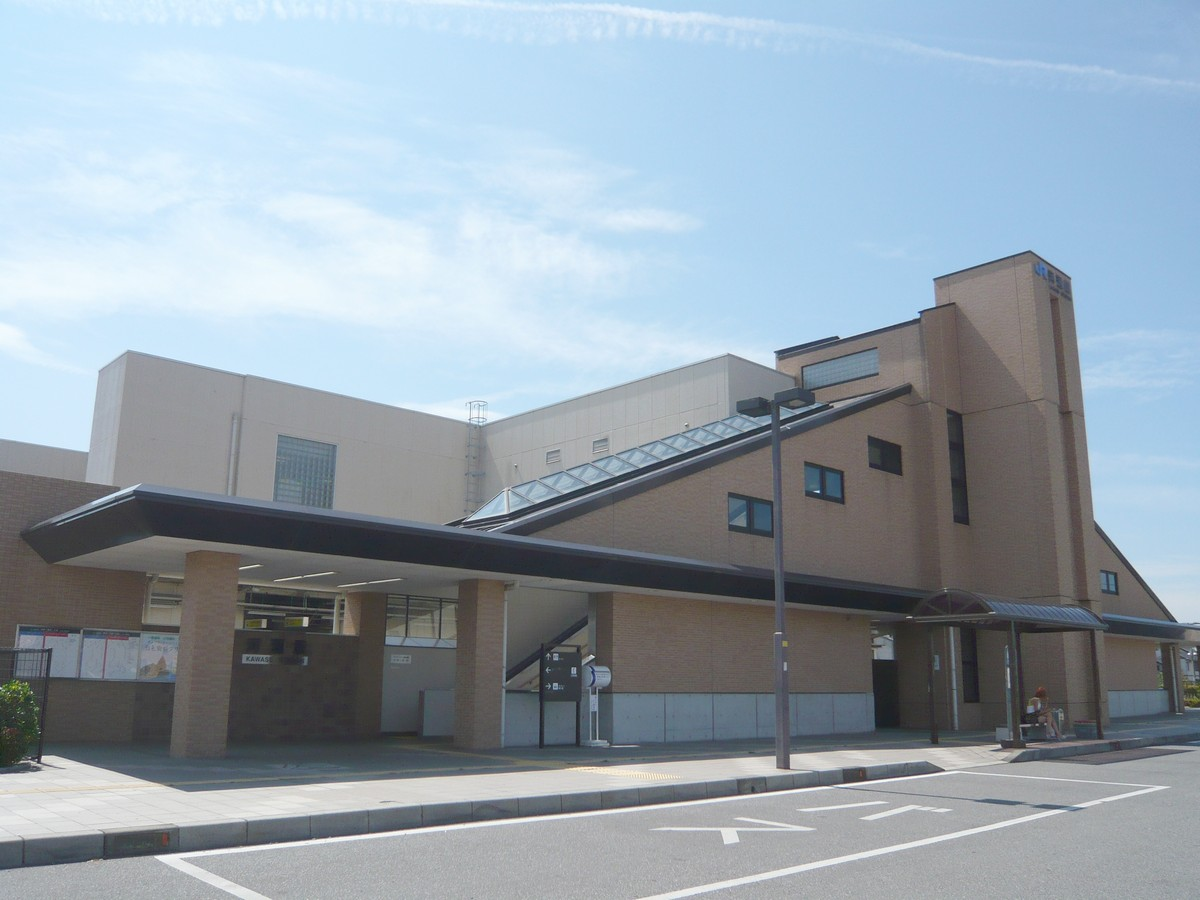
西口（2007年8月）

河瀬駅（かわせえき）は、滋賀県彦根市南川瀬町にある、西日本旅客鉄道（JR西日本）東海道本線の駅である。駅番号はJR-A15。「琵琶湖線」の愛称区間に含まれている。

## 歴史
- 1896年（明治29年）5月1日：官設鉄道東海道線（1909年より東海道本線）の彦根駅 - 能登川駅間に新設開業[3]。旅客・貨物の取り扱いを開始[3]。
- 1972年（昭和47年）3月15日：貨物の取り扱いが廃止[3]。
- 1987年（昭和62年）4月1日：国鉄分割民営化により、西日本旅客鉄道（JR西日本）の駅となる[3]。
- 1988年（昭和63年）3月13日：路線愛称の制定により、「琵琶湖線」の愛称を使用開始。
- 1998年（平成10年）3月14日：2代目駅舎利用開始[1]。エレベーターの使用を開始[1]。自動改札機導入[4]。
- 2003年（平成15年）11月1日：ICカード「ICOCA」の利用が可能となる。
- 2006年（平成18年）10月1日：JR京都・神戸線運行管理システム導入。
- 2007年（平成19年）3月18日：駅自動放送を更新。
- 2015年（平成27年）3月12日：入線警告音の見直しに伴い、接近メロディ導入[5]。
- 2016年（平成28年）4月1日：ジェイアール西日本交通サービス（現：JR西日本交通サービス）による業務委託駅となる。
- 2018年（平成30年）3月17日：駅ナンバリングが導入される。
- 2022年（令和4年）7月31日：みどりの窓口の営業を終了[6]。

## 駅構造
単式ホーム1面1線と島式ホーム1面2線の計2面3線のホーム、さらに外側に上り待避線を持つ中線式の待避可能な地上駅になっている。1番のりばが単式、2・3番のりばが島式ホームで、下り本線は1番のりば、上り本線は3番のりばとなっており、通常の停車には1番のりばと3番のりばが使われる。
中線である2番のりばは便宜上3番のりばと一括で米原方面のホームとして案内されているが、両方向とも停車することができる。なお、1970年の大阪万博開催時の臨時列車は当駅発着で設定された。
駅舎は1998年に橋上化され、自由通路が整備されて西口と東口がある。コンコースとホームにはエレベーターと上りエスカレーターが整備されている。
JR西日本交通サービスによる業務委託駅（米原駅の被管理駅）。ICOCAが利用可能（相互利用対象ICカードは当該項を参照）。
自動券売機、みどりの券売機、自動精算機が設置されている。

### のりば
| のりば | 路線     | 方向 | 行先                 | 備考     |
| ------ | -------- | ---- | -------------------- | -------- |
| 1      | 琵琶湖線 | 下り | 草津・京都・大阪方面 |          |
| 2      | 琵琶湖線 | 下り | 草津・京都・大阪方面 | 一部列車 |
| 2      | 琵琶湖線 | 上り | 米原・長浜方面       | 一部列車 |
| 3      | 琵琶湖線 | 上り | 米原・長浜方面       |          |

- 上表の路線名は旅客案内上の名称（愛称）で表記している。

付記事項
- ダイヤが乱れたときは、2番のりばで折り返す列車が設定されることがある。
- 2番のりばに停車する京都方面行きは、冬場は車内保温のためドア横の開閉ボタンで乗り降りする。

備考
- 2・3番のりばの横にはホームのない上り待避線（4番線）があり、上り貨物列車の待避に使われる。
- 1・2番のりばの間には下り待避線があったが、現在は撤去されている。

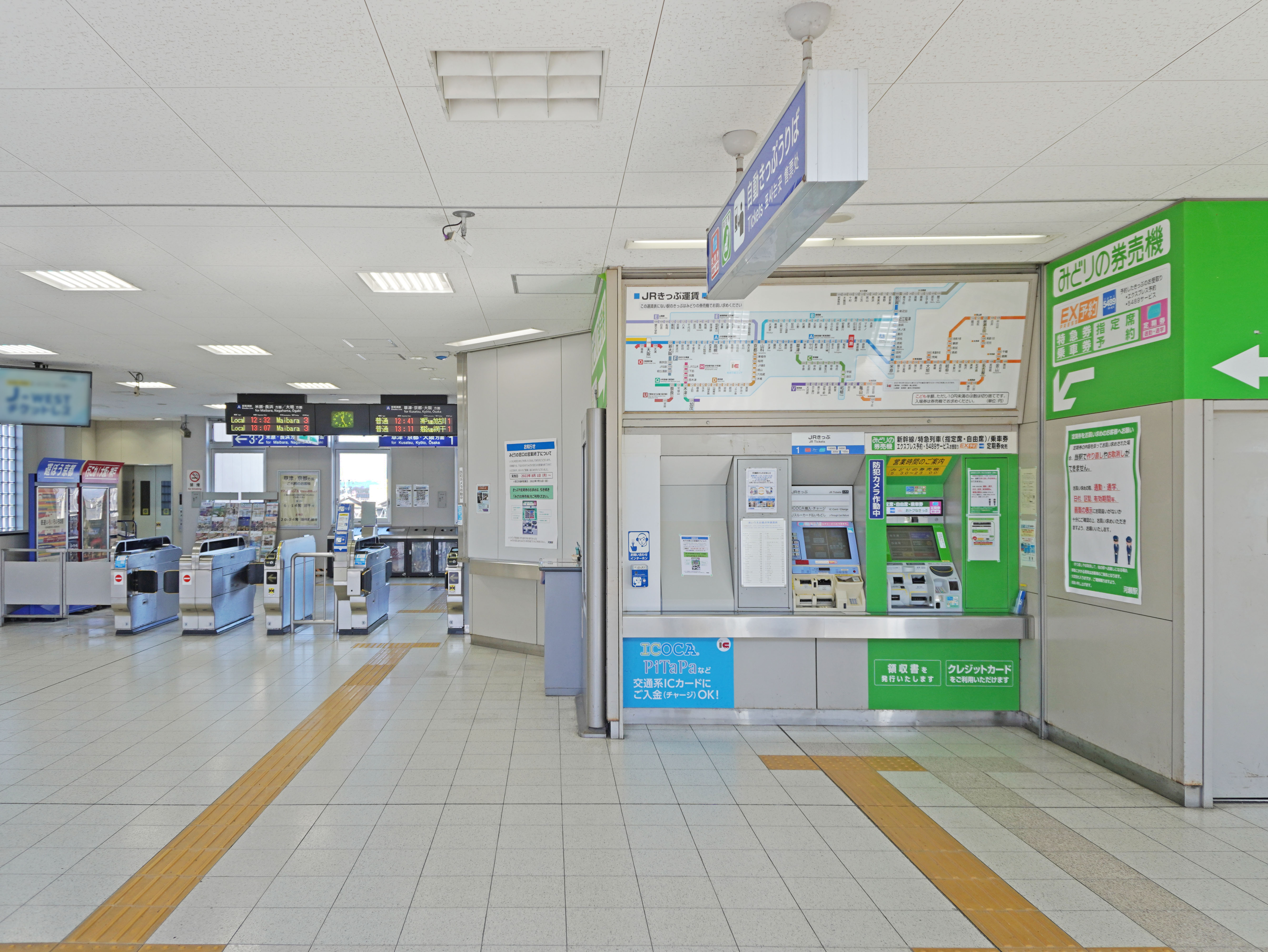
改札口と切符売り場（2022年12月）
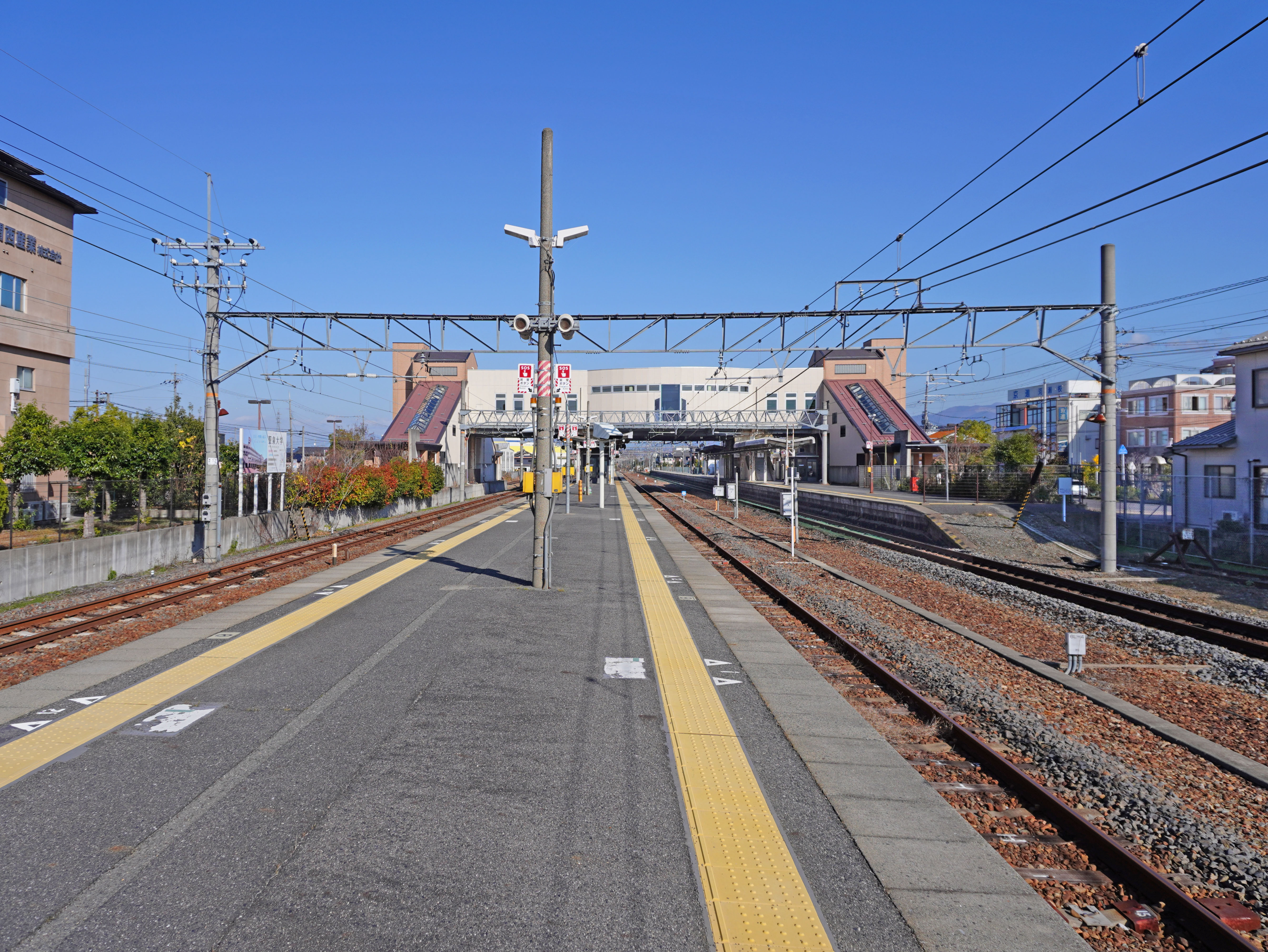
2番・3番ホーム（2022年12月）

## ダイヤ
日中時間帯は1時間2本が停車する。なお、朝と夕方以降は本数が増える時間帯がある。

## 利用状況
JR西日本の移動等円滑化取組報告書によれば、2023年度の1日当たりの利用者数は5,512人。「滋賀県統計書」によると、1日平均の乗車人員は以下の通りである。
| 年度   | 1日平均 乗車人員 | 出典        |
| ------ | ---------------- | ----------- |
| 1992年 | 3,398            | [ 統計 2 ]  |
| 1993年 | 3,450            | [ 統計 3 ]  |
| 1994年 | 3,348            | [ 統計 4 ]  |
| 1995年 | 3,437            | [ 統計 5 ]  |
| 1996年 | 3,424            | [ 統計 6 ]  |
| 1997年 | 3,332            | [ 統計 7 ]  |
| 1998年 | 3,346            | [ 統計 8 ]  |
| 1999年 | 3,269            | [ 統計 9 ]  |
| 2000年 | 3,236            | [ 統計 10 ] |
| 2001年 | 3,105            | [ 統計 11 ] |
| 2002年 | 3,000            | [ 統計 12 ] |
| 2003年 | 3,031            | [ 統計 13 ] |
| 2004年 | 3,124            | [ 統計 14 ] |
| 2005年 | 3,197            | [ 統計 15 ] |
| 2006年 | 3,220            | [ 統計 16 ] |
| 2007年 | 3,227            | [ 統計 17 ] |
| 2008年 | 3,251            | [ 統計 18 ] |
| 2009年 | 3,089            | [ 統計 19 ] |
| 2010年 | 3,083            | [ 統計 20 ] |
| 2011年 | 2,983            | [ 統計 21 ] |
| 2012年 | 3,023            | [ 統計 22 ] |
| 2013年 | 3,121            | [ 統計 23 ] |
| 2014年 | 2,960            | [ 統計 24 ] |
| 2015年 | 2,988            | [ 統計 25 ] |
| 2016年 | 3,023            | [ 統計 26 ] |
| 2017年 | 3,022            | [ 統計 27 ] |
| 2018年 | 3,061            | [ 統計 28 ] |
| 2019年 | 3,045            | [ 統計 29 ] |
| 2020年 | 2,628            | [ 統計 30 ] |
| 2021年 | 2,671            | [ 統計 31 ] |
| 2022年 | 2,764            | [ 統計 32 ] |

## 駅周辺
駅のすぐ近くは住宅地であるが、隣接するように工場が建つ。付近には教育機関や田畑もある。

### 西口
- レゾナック彦根清崎事業所
- 関西産業
- シガドライウィザース本社工場
- 沢村バルブ
- フェニックス精工
- アートプラン
- 三光機工彦根営業所
- 角田鉄工
- 平和堂日夏店
- 彦根クリニックモール - 医療施設・調剤薬局のテナント街
- 滋賀県立河瀬中学校・高等学校
- みどり幼稚園
- 関西みらい銀行河瀬支店
- 滋賀中央信用金庫河瀬支店
- 彦根亀山郵便局
- JA東びわこ・虹のホールやわらぎ河瀬（斎場）
- 河瀬公園
- 関西電力河瀬変電所
- 滋賀県道196号三津屋野口線

### 東口
- レゾナック彦根川瀬事業所
- 呉羽テック河瀬工場
- イーグル電子製作所
- 清水工業
- 株式会社スリーテック
- 彦根倉庫・彦根ロジスティクス 川瀬センター[9]
- 滋賀銀行河瀬支店
- JA東びわこ農協本店
- 河瀬駅前郵便局
- 彦根警察署河瀬駅前交番
- 滋賀県立彦根工業高等学校
- JR西日本草津電気区河瀬電気管理室
- 滋賀県道206号神郷彦根線

## バス路線
湖国バスの路線が駅東口に乗り入れる。なお、「愛のりタクシー」というデマンドタクシー路線は駅西口と駅東口の両方に乗り入れる。
河瀬駅西口
- 愛のりタクシーかわせ
  - 日夏線：友仁山崎病院 / 豊郷駅

河瀬駅東口
- 湖国バス
  - 甲良線[注釈 1]（61系統）：富之尾

- 愛のりタクシーかわせ
  - 河瀬東・豊郷線：市立病院 / 雨降野信号前

- 愛のりタクシーこうら
  - 甲良線：市立病院 / 豊郷駅

## その他
- 旧駅舎時代には駅前広場に大きな築山があった。
- 旧駅舎の駅長事務室前の池には小便小僧が設置されていた。
- 1998年（平成10年）に橋上駅舎化されるまでの跨線橋には「鐵道院」の銘の入った1915年製造の跨線橋支柱が現役で使用されていた[11]。この跨線橋の支柱が、駅東口広場と西口駐輪場（街灯の支柱として）に保存されているが[12]、東口広場に設置の説明板が判読困難な状態になってしまっている。
- 駅東口には交通安全を祈念して「みなさんを出迎カエル無事カエル」の文字を刻んだカエルの石像が設置されている。
- 2007年（平成19年）3月16日に「河瀬駅新快速停車促進期成同盟会」が設立された。

## 隣の駅
西日本旅客鉄道（JR西日本）
 琵琶湖線（東海道本線）
■新快速
通過
■普通（京都駅または高槻駅からは快速）
南彦根駅 (JR-A14) - 河瀬駅 (JR-A15) - 稲枝駅 (JR-A16)

### 記事本文